# Municipio de Camden (Ohio)
El municipio de Camden (en inglés: Camden Township) es un municipio ubicado en el condado de Lorain en el estado estadounidense de Ohio. En el año 2010 tenía una población de 1667 habitantes y una densidad poblacional de 32,26 personas por km².

## Geografía
El municipio de Camden se encuentra ubicado en las coordenadas 41°14′34″N 82°18′31″O / 41.24278, -82.30861. Según la Oficina del Censo de los Estados Unidos, el municipio tiene una superficie total de 51.68 km², de la cual 51,51 km² corresponden a tierra firme y (0,31 %) 0,16 km² es agua.

## Demografía
Según el censo de 2010, había 1667 personas residiendo en el municipio de Camden. La densidad de población era de 32,26 hab./km². De los 1667 habitantes, el municipio de Camden estaba compuesto por el 96,7 % blancos, el 0,48 % eran afroamericanos, el 0,3 % eran amerindios, el 0,3 % eran asiáticos, el 0,9 % eran de otras razas y el 1,32 % eran de una mezcla de razas. Del total de la población el 2,34 % eran hispanos o latinos de cualquier raza.